# Kantai Collection
Kantai Collection (艦隊これくしょん, Kantai Korekushon, literalmente "Coleção de Frota Combinada"), abreviado como KanColle (艦これ, KanKore), é um jogo de navegador free to play japonês desenvolvido pela Kadokawa Games e lançado em 23 de abril de 2013. Este jogo está disponível apenas no Japão; no final de maio de 2014, tinha mais de dois milhões de jogadores inscritos. Consiste na gestão de uma frota de navios de guerra da Segunda Guerra Mundial representados por jovens garotas.
O universo do jogo foi adaptado em várias mídias, incluindo um RPG oficial, mangá e romances. Um jogo para PlayStation Vita foi lançado em 19 de fevereiro de 2016, e uma série animada de 12 episódios produzida pelo estúdio Diomedéa foi ao ar entre janeiro e março de 2015.

## Jogo
O jogo é um jogo de navegador de gerenciamento de antropomorfos moe representando navios de guerra da Segunda Guerra Mundial (principalmente os da Marinha Imperial Japonesa) chamados "garotas navios" (艦娘, kanmusu). Esses navios de guerra são baseados em navios reais, cuja história é contada no jogo. A aparência e a personalidade das meninas são inspiradas no navio que elas representam: uma arqueação forte corresponde a um peito forte; para um submarino, uma roupa de natação; porta-aviões são geralmente arqueiros cujo escudo é um convés de vôo, etc). O jogador assume o papel de um almirante (提督, teitoku) e organiza frotas de até seis navios para vencer batalhas. O combate é amplamente automatizado, com as ações do jogador limitadas a construir equipamentos e naves, consertar, armar e reabastecer, e escolher quais batalhas lutar. O jogador pode controlar até quatro frotas diferentes.
O jogador progride no jogo através das cartas, ganhando pontos de experiência fazendo "grinding". Ele conserta e abastece os navios em sua posse enquanto obtém novos construindo-os ou como recompensa por vitórias ou missões. Novos equipamentos podem ser projetados, permitindo que os navios enfrentem diferentes situações de combate. Batalhas como a criação de novas naves e equipamentos são altamente aleatórias. A construção, reabastecimento e reparação de navios dependem de quatro tipos de recursos: combustível, munição, aço e bauxita, cujas reservas se reabastecem com o tempo; o jogador pode obter quantidades adicionais em certos lugares específicos, ou durante expedições ou missões.
As naves podem ser customizadas substituindo ou adicionando diversos equipamentos, que alteram suas características e podem conceder habilidades especiais em alguns casos. Tais equipamentos incluem artilharia naval, armamento antiaéreo, torpedos, torpedeiros, bombardeiros de mergulho, caças, hidroaviões, aviões de reconhecimento, radares e sonares, turbinas a vapor, projéteis de artilharia especiais, granadas anti-submarinas, tambores, projetores e as protuberâncias antitorpedo. A eficácia dos navios em combate depende dos seus atributos, nomeadamente pontos de vida, blindagem, evasão, capacidade da aeronave, velocidade, alcance de ataque, poder de fogo da artilharia, lançadores de torpedos, canhões antiaéreos e medidas antissubmarino, linha de visão e sorte.
As Kanmusu se tornam mais forte ganhando experiência e subindo de nível através de passeios. Eles também podem ser reformulados quando um determinado nível é alcançado, o que muda e fortalece seus atributos. Navios de sucata podem ser fundidos a outros através de um processo chamado "modernização" (近代化, Kindai-ka), que aumenta certos atributos dependendo das naves utilizadas. As garotas de navio podem se cansar como resultado das batalhas, o que diminui suas habilidades, elas também podem "cintilar" o que indica bom moral e aumenta suas habilidades. A fadiga desaparece deixando as meninas descansarem ou através do navio de suprimentos alimentares japonês Mamiya que é obtido principalmente na loja do jogo. Os navios danificados apresentam um ícone de fumaça nos menus e a garota de aparência ferida com roupas rasgadas. Se os pontos de vida caírem para zero, o navio afunda e não pode ser recuperado, a menos que uma "equipe de reparo" seja equipada.
Embora o jogo seja gratuito, como na maioria dos jogos free to play, bônus compráveis com dinheiro real podem ser obtidos na loja do jogo, como slots de dique seco adicionais, móveis para o escritório do almirante e consumíveis específicos. O nível máximo de kanmusu é 99, mas uma missão especial (possível apenas uma vez) ou uma compra de 700 ienes (repetível infinitamente) permite que o almirante "casar" a menina e aumentar o nível máximo para 155, melhorando os atributos e reduzindo o consumo de combustível e munição da "noiva".
Os jogadores podem optar por lutar contra as frotas de outros jogadores humanos conectados ao mesmo servidor de jogo por meio de exercícios de manobra. Também é possível disputar as pontuações uns dos outros por meio de tabelas de classificação, com prêmios periódicos para os melhores jogadores. Em julho de 2015, eram 20 servidores, cada um com o nome de uma base naval japonesa da Segunda Guerra Mundial. Atualmente, o jogo é destinado a um público residente no Japão, sendo sua interface exclusivamente em japonês e seu acesso controlado através dos endereços IP dos jogadores. No entanto, é possível acessá-lo usando uma rede privada virtual (VPN), mas isso viola os termos de uso. A abertura dos servidores é feita periodicamente, devido ao grande afluxo de novos jogadores que sobrecarregam os servidores.

## Adaptações

### Anime
Uma adaptação do videogame para uma série animada foi anunciada em setembro de 2013 no Kadokawa Game Studio. A série é produzida por Diomedéa, dirigida por Keizō Kusakawa, e o roteiro foi escrito por Jukki Hanada. Os doze episódios do anime foram ao ar entre janeiro de 2015 e março de 2015. Nos outros países, a série foi transmitida simultaneamente pela Crunchyroll.

### Filme de animação
Um filme de 90 minutos, Gekijouban Kantai Collection: KanColle, foi lançado em 2016.